# یان پیوارنیک
یان پیوارنیک (اسلواکی: Ján Pivarník؛ زادهٔ ۱۳ نوامبر ۱۹۴۷) بازیکن و مربی فوتبال اهل چکسلواکی بود.
از باشگاه‌هایی که در آن بازی کرده‌است می‌توان به باشگاه فوتبال کادیس و باشگاه فوتبال اسلوان براتیسلاوا اشاره کرد.
وی همچنین در تیم ملی فوتبال چکسلواکی بازی کرده‌است.